# Кашуэйринья (Риу-Гранди-ду-Сул)
Кашуэйринья (порт. Cachoeirinha) — муниципалитет в Бразилии, входит в штат Риу-Гранди-ду-Сул. Составная часть мезорегиона Агломерация Порту-Алегри. Входит в экономико-статистический микрорегион Порту-Алегри.
Население на 2007 год составляет 112 603 человека. Занимает площадь 43,766 км². Плотность населения — 2 784,8 чел./км².

## История
Город основан 15 мая 1966 года.

## Статистика
- Валовой внутренний продукт на 2004 год составляет 1.849.747.000,00 реалов (данные: Бразильский институт географии и статистики).
- Валовой внутренний продукт на душу населения на 2004 год составляет 15.742,00 реалов (данные: Бразильский институт географии и статистики).
- Индекс развития человеческого потенциала на 2000 год составляет 0,813 (данные: Программа развития ООН).

## География
Климат местности: субтропический. В соответствии с классификацией Кёппена, климат относится к категории Cfa.